# Castello di Matsukura
Il castello di Matsukura (松倉城?, Matsukura-jō) era un castello situato a Takayama, nella prefettura di Gifu, in Giappone (in precedenza nella provincia di Hida). Fu eretto da Shiina Yasutane durante il XVI secolo.

## Storia
Il castello fu costruito in cima al monte Matsukura collocato nella parte sud ovest dove oggi sorge la città di Takayama. Complessivamente, la montagna raggiunge gli 857 m, ma solo il castello è alto 360 m. Ciò che rimane del castello oggi sono solamente le fondamenta in pietra. La struttura è stata designata importante risorsa culturale dal governo prefettizio nel 1956.